# Dorcadion scabricolle
Dorcadion scabricolle es una especie de escarabajo longicornio de la subfamilia Lamiinae. Fue descrita científicamente por Dalman en 1817.
Se distribuye por Armenia, Azerbaiyán y Georgia. Mide 9,5-20,2 milímetros de longitud. El período de vuelo ocurre en los meses de abril, mayo, junio y julio.